# Lubrza (gemeente in powiat Świebodziński)
De gemeente Lubrza is een landgemeente in het Poolse woiwodschap Lubusz, in powiat Świebodziński.
De zetel van de gemeente is in Lubrza.
Op 30 juni 2004 telde de gemeente 3310 inwoners.

## Oppervlakte gegevens
In 2002 bedroeg de totale oppervlakte van gemeente Lubrza 122,28 km², waarvan:
- agrarisch gebied: 38%
- bossen: 47%

De gemeente beslaat 13,04% van de totale oppervlakte van de powiat.

## Demografie
Stand op 30 juni 2004:
| Omschrijving                   | Totaal | Totaal | Vrouwen | Vrouwen | Mannen | Mannen |
| ------------------------------ | ------ | ------ | ------- | ------- | ------ | ------ |
| eenheid                        | aantal | %      | aantal  | %       | aantal | %      |
| inwoners                       | 3310   | 100    | 1644    | 49,7    | 1666   | 50,3   |
| bevolkingsdichtheid (inw./km²) | 27,1   | 27,1   | 13,4    | 13,4    | 13,6   | 13,6   |

In 2002 bedroeg het gemiddelde inkomen per inwoner 1616,91 zł.

## Administratieve plaatsen (sołectwo)
Boryszyn, Bucze, Buczyna, Lubrza, Mostki, Nowa Wioska, Przełazy, Staropole, Zagórze.

## Overige plaatsen
Chałupczyn, Dolisko, Janisławiec, Laski, Mrówczyn, Romanówek, Tyczyno, Zagaje.

## Aangrenzende gemeenten
Łagów, Międzyrzecz, Skąpe, Sulęcin, Świebodzin